# Mark Smed
Mark Smed (* 23. Juni 1961 in München) ist ein ehemaliger US-amerikanischer Basketballspieler.

## Laufbahn
Smed wurde in München geboren, während sein Vater als US-Soldat in der Bundesrepublik Deutschland stationiert war, und wuchs im US-Bundesstaat Minnesota in Fairmont, Sleepy Eye und Marshall auf. 1979 wurde er an der Marshall High School als Sportler des Jahres ausgezeichnet. Der 2,05 Meter große Innenspieler wechselte 1979 an die Augustana University (Bundesstaat South Dakota). Dort studierte er im Hauptfach Geographie und spielte für die Basketballmannschaft der Hochschule. In 108 Spielen erzielte Smed für Augustana insgesamt 1795 Punkte (Durchschnitt: 16,6 pro Partie) und stand damit auf dem ersten Platz der „ewigen Korbjägerliste“ der Augustana University, als er diese 1983 verließ. Zudem hatte er in 108 Begegnungen 776 Rebounds (Durchschnitt: 7,2 je Spiel) sowie 98 Blocks bilanziert.
Beim Draftverfahren der NBA im Jahr 1983 sicherten sich die Indiana Pacers in der zehnten Auswahlrunde die Rechte an Smed. Er absolvierte Probetrainingseinheiten mit den Pacers sowie den Minnesota Timberwolves, kam allerdings nie in der US-Profiliga zum Einsatz. Er wechselte zur Saison 1983/84 zum schwedischen Verein Ockelbo BK, wo er bis 1986 spielte. Anschließend spielte Smed von 1986 bis 1995 beim Oldenburger TB in Deutschland, in der Saison 1987/88 in der Basketball-Bundesliga, ansonsten in der 2. Basketball-Bundesliga. Anschließend kehrte Smed in die Vereinigten Staaten zurück und wurde als Finanzberater in Minnesota tätig.
1994 wurde Smed bei der Oldenburger Sportlerwahl als Sportler des Jahres ausgezeichnet. 1995 fand er Aufnahme in die Sport-Ehrengalerie der Augustana University und 2018 in jene der Marshall High School.